# Zimbàbue Rhodèsia
Zimbàbue Rhodèsia, oficialment República del Zimbàbue Rhodèsia (en anglès: Republic of Zimbabwe Rhodesia), fou un estat no reconegut per la comunitat internacional de l'època i que existí entre l'1 de juny del 1979 fins al 12 de desembre del 1979. El Zimbàbue Rhodèsia precedeix de l'estat no reconegut de República de Rhodèsia i breument seguit pel restabliment de la colònia britànica de Rhodèsia del Sud. Oficialment i legalment, aquesta colònia ha deixat d'existir. Pocs mesos després, la colònia de Rhodèsia del Sud es declarà independent adoptant el nom de República de Zimbàbue sent reconeguda internacionalment. La independència del Zimbàbue afectà també la bandera amb transicions en què l'emblema va seguir sent l'Union Jack (entre el 12 de desembre del 1979 i el 18 d'abril del 1980) fins que finalment la nació aconseguí el reconeixement ple.